# 林德河
53°33′23″N 13°15′09″E / 53.5563°N 13.2526°E

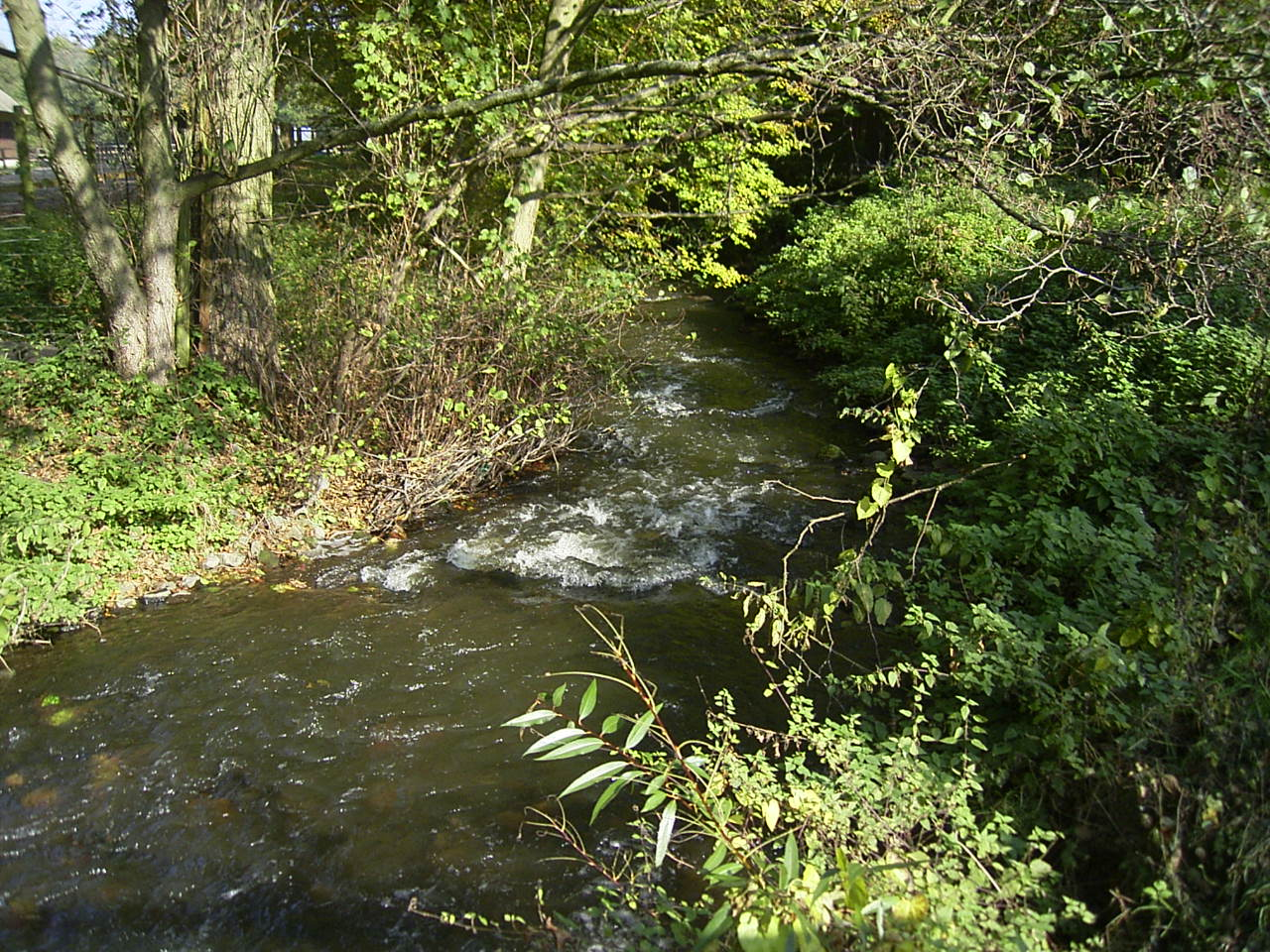
林德河

林德河（德語：Linde），是德國的河流，位於該國東北部，由梅克倫堡-前波美拉尼亞州負責管轄，屬於托倫瑟河的右支流，河道全長43公里，河口處在新勃蘭登堡。